# Madison Bowey
Madison Bowey, född 22 april 1995, är en kanadensisk professionell ishockeyback som är kontrakterad till Montreal Canadiens i NHL och spelar för Rocket de Laval i AHL.
Han har tidigare spelat för Washington Capitals, Detroit Red Wings, Chicago Blackhawks och Vancouver Canucks i NHL; Rockford Icehogs, Hershey Bears, Grand Rapids Griffins, Rockford Icehogs och Abbotsford Canucks i AHL samt Kelowna Rockets i WHL.

## Spelarkarriär

### NHL

#### Washington Capitals
Bowey draftades i andra rundan i 2013 års draft av Washington Capitals som 53:e spelare totalt.

#### Detroit Red Wings
Den 22 februari 2019 tradades han tillsammans med ett draftval i andra rundan 2020 till Detroit Red Wings i utbyte mot Nick Jensen och ett draftval i femte rundan 2019.

#### Chicago Blackhawks
Den 28 januari 2021 skrev han på ett tvåårskontrakt värt 1,45 miljoner dollar med Chicago Blackhawks.

#### Vancouver Canucks
Den 12 april 2021 tradades han tillsammans med ett draftval i femte rundan i NHL-draften 2021 till Vancouver Canucks, i utbyte mot ett draftval i fjärde rundan i NHL-draften 2021.

## Statistik
| 2009–2010  | Winnipeg Monarchs     |            | 29  | 16 | 53  | 69  | 74  | —  | —  | —  | —  | —  |
| 2010–2011  | Winnipeg Wild         | MMHL       | 41  | 16 | 22  | 38  | 35  | 6  | 2  | 0  | 2  | 10 |
|            | Kelowna Rockets       | WHL        | 3   | 0  | 1   | 1   | 4   | 1  | 0  | 0  | 0  | 0  |
| 2011–2012  | Kelowna Rockets       | WHL        | 57  | 8  | 13  | 21  | 39  | 5  | 1  | 0  | 1  | 4  |
| 2012–2013  | Kelowna Rockets       | WHL        | 69  | 12 | 18  | 30  | 75  | 11 | 0  | 4  | 4  | 14 |
| 2013–2014  | Kelowna Rockets       | WHL        | 72  | 21 | 39  | 60  | 93  | 14 | 5  | 9  | 14 | 14 |
| 2014–2015  | Kelowna Rockets       | WHL        | 58  | 17 | 43  | 60  | 66  | 19 | 7  | 12 | 19 | 24 |
| 2015–2016  | Hershey Bears         | AHL        | 70  | 4  | 25  | 29  | 58  | 21 | 0  | 6  | 6  | 35 |
| 2016–2017  | Hershey Bears         | AHL        | 34  | 3  | 11  | 14  | 28  | 10 | 2  | 2  | 4  | 6  |
| 2017–2018  | Washington Capitals   | NHL        | 51  | 0  | 12  | 12  | 24  | —  | —  | —  | —  | —  |
|            | Hershey Bears         | AHL        | 9   | 2  | 6   | 8   | 6   | —  | —  | —  | —  | —  |
| 2018–2019  | Washington Capitals   | NHL        | 33  | 1  | 5   | 6   | 38  | —  | —  | —  | —  | —  |
|            | Detroit Red Wings     | NHL        | 17  | 1  | 3   | 4   | 8   | —  | —  | —  | —  | —  |
| 2019–2020  | Detroit Red Wings     | NHL        | 53  | 3  | 14  | 17  | 34  | —  | —  | —  | —  | —  |
|            | Grand Rapids Griffins | AHL        | 1   | 0  | 1   | 1   | 2   | —  | —  | —  | —  | —  |
| 2020–2021  | Chicago Blackhawks    | NHL        | 2   | 0  | 1   | 1   | 0   | —  | —  | —  | —  | —  |
|            | Rockford Icehogs      | AHL        | 2   | 0  | 0   | 0   | 6   | —  | —  | —  | —  | —  |
| 2021–2022  | Vancouver Canucks     | NHL        | 2   | 0  | 0   | 0   | 0   | —  | —  | —  | —  | —  |
|            | Abbotsford Canucks    | AHL        | 53  | 8  | 20  | 28  | 80  | 2  | 0  | 0  | 0  | 2  |
| 2022–2023  | Rocket de Laval       | AHL        | 35  | 4  | 9   | 13  | 24  | —  | —  | —  | —  | —  |
| NHL totalt | NHL totalt            | NHL totalt | 158 | 5  | 35  | 40  | 104 | —  | —  | —  | —  | —  |
| AHL totalt | AHL totalt            | AHL totalt | 204 | 21 | 72  | 93  | 204 | 33 | 2  | 8  | 10 | 43 |
| WHL totalt | WHL totalt            | WHL totalt | 259 | 58 | 114 | 172 | 277 | 49 | 13 | 25 | 38 | 56 |

### Internationellt
| Källa: Uppdaterad: 2017-10-15 | Källa: Uppdaterad: 2017-10-15 | Källa: Uppdaterad: 2017-10-15 |         | Utv = Utvisningsminuter | Utv = Utvisningsminuter | Utv = Utvisningsminuter | Utv = Utvisningsminuter | Utv = Utvisningsminuter |
| År                            | Lag                           | Mästerskap                    | Matcher | Mål                     | Assists                 | Poäng                   | Utv                     |                         |
| ----------------------------- | ----------------------------- | ----------------------------- | ------- | ----------------------- | ----------------------- | ----------------------- | ----------------------- | ----------------------- |
| 2012                          | Kanada                        | Ivan Hlinkas minnesturnering  | 5       | 0                       | 1                       | 1                       | 6                       |                         |
| 2013                          | Kanada                        | U18-VM                        | 7       | 2                       | 2                       | 4                       | 6                       |                         |
| 2015                          | Kanada                        | JVM                           | 7       | 1                       | 3                       | 4                       | 2                       |                         |
| Junior totalt                 | Junior totalt                 | Junior totalt                 | 19      | 3                       | 6                       | 9                       | 14                      |                         |